# 30 août aux Jeux paralympiques d'été de 2024
Navigation
29 août 31 août
Le 30 août aux Jeux paralympiques d'été de 2024 est la troisième journée après l'ouverture officielle et le deuxième jour de compétition des Jeux paralympiques de Paris, en France.

## Programme
Les compétitions commencent à 8 h 30 et finissent à 22 h 30.
À noter que des épreuves de tennis fauteuil ont lieu ce-jour, mais leur horaires exatcs sont pour l'heure inconnus.

### Matin
| Heure UTC+02:00 (France)                      |               |
| bleu                                          | Cérémonie     |
| neutre                                        | Épreuve       |
| or                                            | Finale        |
| orange                                        | Petite finale |
| rose                                          | Reporté       |
| gris                                          | Annulé        |
| Compétition masculine                         | Hommes        |
| Compétition féminine                          | Femmes        |
| Compétition mixte (hommes et femmes mélangés) | Mixte         |
| Compétition en couple (1 homme et 1 femme)    | Couple        |
| modifier                                      |               |

| Horaire | Discipline Spécialité | Discipline Spécialité                        | Discipline Spécialité                         | Phase                      | Résultats                                                               | Références |
| ------- | --------------------- | -------------------------------------------- | --------------------------------------------- | -------------------------- | ----------------------------------------------------------------------- | ---------- |
| 8 h 30  |                       | Badminton Toutes spécialités confondues      | Compétition mixte (hommes et femmes ensemble) | Match de poules            | -                                                                       | -          |
| 9 h 0   |                       | Goalball Tournoi masculin                    | Compétition hommes                            | Phase de Poule Poule A     | États-Unis 8 - 13 Brésil                                                | -          |
| 9 h 0   |                       | Tir Carabine à 10 m à air comprimé           | Compétition femmes                            | Qualifications             | -                                                                       | -          |
| 9 h 0   |                       | Tir à l'arc Individuelle arc à poulies       | Compétition femmes                            | 16e de finale              | -                                                                       | -          |
| 9 h 30  |                       | Aviron Skiff PR1                             | Compétition femmes                            | Séries                     | -                                                                       | -          |
| 9 h 30  |                       | Natation 100 m nage libre S5                 | Compétition hommes                            | Séries                     | -                                                                       | -          |
| 9 h 30  |                       | Taekwondo Moins de 63 kg                     | Compétition hommes                            | 8e de finale               | -                                                                       | -          |
| 9 h 38  |                       | Natation 100 m nage libre S5                 | Compétition femmes                            | Séries                     | -                                                                       | -          |
| 9 h 39  |                       | Taekwondo Moins de 57 kg                     | Compétition femmes                            | 8e de finale               | -                                                                       | -          |
| 9 h 47  |                       | Natation 100 m nage libre S4                 | Compétition hommes                            | Séries                     | -                                                                       | -          |
| 9 h 50  |                       | Taekwondo Moins de 70 kg                     | Compétition hommes                            | 8e de finale               | -                                                                       | -          |
| 9 h 56  |                       | Natation 200 m 4 nages SM6                   | Compétition hommes                            | Séries                     | -                                                                       | -          |
| 10 h 0  |                       | Athlétisme Lancer de disque F55              | Compétition femmes                            | Finale                     | Erica Maria Castano Salazar · Dong Feixia · Rosa Maria Guerrero Cazares | -          |
| 10 h 0  |                       | Tennis de table Double WD6                   | Compétition femmes                            | Quart de finale            | -                                                                       | -          |
| 10 h 0  |                       | Tennis de table Double XD17                  | Compétition mixte (hommes et femmes ensemble) | Quart de finale            | -                                                                       | -          |
| 10 h 1  |                       | Taekwondo Moins de 65 kg                     | Compétition femmes                            | 8e de finale               | -                                                                       | -          |
| 10 h 5  |                       | Athlétisme 5 000 m T11                       | Compétition hommes                            | Finale                     | Julio Agripino dos Santos · Kenya Karasawa · Yeltsin Jacques            | -          |
| 10 h 7  |                       | Natation 200 m 4 nages SM6                   | Compétition femmes                            | Séries                     | -                                                                       | -          |
| 10 h 10 |                       | Aviron Skiff PR1                             | Compétition hommes                            | Séries                     | -                                                                       | -          |
| 10 h 19 |                       | Natation 400 m nage libre S11                | Compétition hommes                            | Séries                     | -                                                                       | -          |
| 10 h 30 |                       | Athlétisme 100 m T35                         | Compétition femmes                            | 1er tour                   | -                                                                       | -          |
| 10 h 30 |                       | Basket-ball Tournoi féminin                  | Compétition femmes                            | Tour préliminaire Groupe B | Pays-Bas 87 - 34 Japon                                                  | -          |
| 10 h 30 |                       | Boccia Individuel BC4                        | Compétition hommes                            | Poules                     | -                                                                       | -          |
| 10 h 30 |                       | Goalball Tournoi féminin                     | Compétition femmes                            | Phase de Poule Poule C     | Brésil 4 - 8 Israël                                                     | -          |
| 10 h 35 |                       | Athlétisme Lancer de poids F41               | Compétition femmes                            | Finale                     | Raoua Tlili · Kubaro Khakimova · Antonella Ruiz Diaz                    | -          |
| 10 h 36 |                       | Natation 400 m nage libre S11                | Compétition femmes                            | Séries                     | -                                                                       | -          |
| 10 h 44 |                       | Athlétisme 100 m T12                         | Compétition hommes                            | 1er tour                   | -                                                                       | -          |
| 10 h 49 |                       | Athlétisme Saut en longueur T11              | Compétition femmes                            | Finale                     | Asila Mirzayorova · Zhou Guohua · Alba Garcia Falagan                   | -          |
| 10 h 50 |                       | Aviron Deux de couple PR2                    | Compétition mixte (hommes et femmes ensemble) | Séries                     | -                                                                       | -          |
| 10 h 54 |                       | Natation 100 m brasse SB9                    | Compétition hommes                            | Séries                     | -                                                                       | -          |
| 11 h 1  |                       | Natation 100 m brasse SB9                    | Compétition femmes                            | Séries                     | -                                                                       | -          |
| 11 h 9  |                       | Natation 100 m dos S13                       | Compétition hommes                            | Séries                     | -                                                                       | -          |
| 11 h 13 |                       | Athlétisme 400 m T52                         | Compétition hommes                            | 1er tour                   | -                                                                       | -          |
| 11 h 15 |                       | Tir Pistolet à 10 m à air comprimé           | Compétition hommes                            | Qualifications             | -                                                                       | -          |
| 11 h 17 |                       | Natation 100 m dos S13                       | Compétition femmes                            | Séries                     | -                                                                       | -          |
| 11 h 24 |                       | Natation 100 m brasse SB8                    | Compétition hommes                            | Séries                     | -                                                                       | -          |
| 11 h 30 |                       | Aviron Deux de couple PR3                    | Compétition mixte (hommes et femmes ensemble) | Séries                     | -                                                                       | -          |
| 11 h 30 |                       | Cyclisme sur piste Contre-la-montre C4-5     | Compétition hommes                            | Qualifications             | -                                                                       | -          |
| 11 h 30 |                       | Rugby Tournoi open                           | Compétition mixte (hommes et femmes ensemble) | Tour préliminaire Groupe B | Grande-Bretagne 55 - 53 Danemark                                        | -          |
| 11 h 31 |                       | Athlétisme 400 m T11                         | Compétition femmes                            | 1er tour                   | -                                                                       | -          |
| 11 h 32 |                       | Natation 100 m brasse SB8                    | Compétition femmes                            | Séries                     | -                                                                       | -          |
| 11 h 40 |                       | Boccia Individuel BC2                        | Compétition hommes                            | Poules                     | -                                                                       | -          |
| 11 h 40 |                       | Natation Relais 4 x 50 m nage libre          | Compétition mixte (hommes et femmes ensemble) | Séries                     | -                                                                       | -          |
| 11 h 45 |                       | Tir Carabine à 10 m à air comprimé           | Compétition femmes                            | Finale                     | Avani Lekhara · Lee Yun-ri · Mona Agarwal                               | -          |
| 12 h 0  |                       | Tennis Simple                                | Compétition hommes                            | 1er tour                   | -                                                                       | -          |
| 12 h 0  |                       | Tennis Double                                | Compétition femmes                            | 1er tour                   | -                                                                       | -          |
| 12 h 0  |                       | Tennis Double quad                           | Compétition mixte (hommes et femmes ensemble) | Quarts de finale           | -                                                                       | -          |
| 12 h 0  |                       | Tennis de table Double WD5                   | Compétition femmes                            | Demi-finale                | -                                                                       | -          |
| 12 h 0  |                       | Volley-ball Tournoi féminin                  | Compétition femmes                            | Tour préliminaire Poule A  | États-Unis 1 - 3 Chine                                                  | -          |
| 12 h 7  |                       | Athlétisme 200 m T37                         | Compétition femmes                            | 1er tour                   | -                                                                       | -          |
| 12 h 10 |                       | Aviron Quatre barré PR2                      | Compétition mixte (hommes et femmes ensemble) | Séries                     | -                                                                       | -          |
| 12 h 11 |                       | Cyclisme sur piste Poursuite indiv. 3000m C4 | Compétition femmes                            | Qualifications             | -                                                                       | -          |
| 12 h 20 |                       | Athlétisme Lancer de javelot F38             | Compétition hommes                            | Finale                     | Jose Gregorio Lemos Rivas · Vladyslav Bilyi · An Dongquan               | -          |
| 12 h 24 |                       | Taekwondo Moins de 63 kg                     | Compétition hommes                            | Quart de finale            | -                                                                       | -          |
| 12 h 26 |                       | Athlétisme 100 m T37                         | Compétition hommes                            | 1er tour                   | -                                                                       | -          |
| 12 h 35 |                       | Taekwondo Moins de 57 kg                     | Compétition femmes                            | Quart de finale            | -                                                                       | -          |
| 12 h 45 |                       | Basket-ball Tournoi masculin                 | Compétition hommes                            | Tour préliminaire Groupe B | Espagne 68 - 60 Australie                                               | -          |
| 12 h 46 |                       | Taekwondo Moins de 70 kg                     | Compétition hommes                            | Quart de finale            | -                                                                       | -          |
| 12 h 50 |                       | Athlétisme 100 m T47                         | Compétition hommes                            | 1er tour                   | -                                                                       | -          |
| 12 h 50 |                       | Boccia Individuel BC3                        | Compétition femmes                            | Poules                     | -                                                                       | -          |
| 12 h 50 |                       | Cyclisme sur piste Poursuite indiv. 3000m C2 | Compétition hommes                            | Qualifications             | -                                                                       | -          |
| 12 h 57 |                       | Taekwondo Moins de 65 kg                     | Compétition femmes                            | Quart de finale            | -                                                                       | -          |

### Après-midi
| Heure UTC+02:00 (France)                      |               |
| bleu                                          | Cérémonie     |
| neutre                                        | Épreuve       |
| or                                            | Finale        |
| orange                                        | Petite finale |
| rose                                          | Reporté       |
| gris                                          | Annulé        |
| Compétition masculine                         | Hommes        |
| Compétition féminine                          | Femmes        |
| Compétition mixte (hommes et femmes mélangés) | Mixte         |
| Compétition en couple (1 homme et 1 femme)    | Couple        |
| modifier                                      |               |

| Horaire | Discipline Spécialité | Discipline Spécialité                        | Discipline Spécialité                         | Phase                      | Résultats                                                          | Références |
| ------- | --------------------- | -------------------------------------------- | --------------------------------------------- | -------------------------- | ------------------------------------------------------------------ | ---------- |
| 13 h 0  |                       | Tennis de table Double WD20                  | Compétition femmes                            | Quart de finale            | -                                                                  | -          |
| 13 h 0  |                       | Tennis de table Double XD7                   | Compétition mixte (hommes et femmes ensemble) | Quart de finale            | -                                                                  | -          |
| 13 h 4  |                       | Athlétisme 100 m T35                         | Compétition femmes                            | Finale                     | Zhou Xia · Guo Qianqian · Preethi Pal                              | -          |
| 13 h 15 |                       | Goalball Tournoi masculin                    | Compétition hommes                            | Phase de Poule Poule A     | France vs Iran                                                     | -          |
| 13 h 30 |                       | Cyclisme sur piste Poursuite indiv. 3000m C3 | Compétition hommes                            | Qualifications             | -                                                                  | -          |
| 13 h 30 |                       | Rugby Tournoi open                           | Compétition mixte (hommes et femmes ensemble) | Tour préliminaire Groupe A | États-Unis vs Japon                                                | -          |
| 13 h 30 |                       | Tir Carabine à 10 m à air comprimé           | Compétition mixte (hommes et femmes ensemble) |                            | -                                                                  | -          |
| 14 h 0  |                       | Tir Pistolet à 10 m à air comprimé           | Compétition hommes                            | Finale                     | Jo Jeongdu · Manish Narwal · Yang Chao                             | -          |
| 14 h 0  |                       | Volley-ball Tournoi masculin                 | Compétition hommes                            | Tour préliminaire Poule B  | Iran vs Ukraine                                                    | -          |
| 14 h 12 |                       | Cyclisme sur piste Contre-la-montre B        | Compétition femmes                            | Qualifications             | -                                                                  | -          |
| 14 h 15 |                       | Boccia Individuel BC4                        | Compétition femmes                            | Poules                     | -                                                                  | -          |
| 14 h 45 |                       | Goalball Tournoi féminin                     | Compétition femmes                            | Phase de Poule Poule D     | Japon vs Canada                                                    | -          |
| 14 h 57 |                       | Cyclisme sur piste Contre-la-montre C4-5     | Compétition hommes                            | Finale                     | Korey Boddington · Blaine Hunt · Alfonso Cabello Llamas            | -          |
| 15 h 22 |                       | Cyclisme sur piste Poursuite indiv. 3000m C4 | Compétition femmes                            | Finale                     | Emily Petricola · Anna Taylor · Keely Shaw                         | -          |
| 15 h 30 |                       | Tir à l'arc Individuel arc à poulies         | Compétition hommes                            | 16e de finale              | -                                                                  | -          |
| 15 h 46 |                       | Cyclisme sur piste Poursuite indiv. 3000m C2 | Compétition hommes                            | Finale                     | Alexandre Léauté · Ewoud Vromant · Matthew Robertson               | -          |
| 16 h 0  |                       | Badminton Toutes spécialités confondues      | Compétition mixte (hommes et femmes ensemble) | Match de poules            | -                                                                  | -          |
| 16 h 0  |                       | Basket-ball Tournoi féminin                  | Compétition femmes                            | Tour préliminaire Groupe B | Allemagne vs États-Unis                                            | -          |
| 16 h 15 |                       | Tir Carabine à 10 m à air comprimé           | Compétition mixte (hommes et femmes ensemble) | Finale                     | Francek Gozard Tirsek · Tanguy de La Forest · Seo Huntae           | -          |
| 16 h 18 |                       | Cyclisme sur piste Poursuite indiv. 3000m C3 | Compétition hommes                            | Finale                     | Jaco van Gass · Fin Graham · Alexandre Hayward                     | -          |
| 16 h 34 |                       | Cyclisme sur piste Contre-la-montre B        | Compétition femmes                            | Finale                     | Lizzi Jordan · Jessica Gallagher · Sophie Unwin                    | -          |
| 17 h 0  |                       | Boccia Individuel BC3                        | Compétition hommes                            | Poules                     | -                                                                  | -          |
| 17 h 0  |                       | Taekwondo Moins de 63 kg                     | Compétition hommes                            | Repêchage                  | -                                                                  | -          |
| 17 h 0  |                       | Tennis de table Double MD4                   | Compétition hommes                            | Demi-finale                | -                                                                  | -          |
| 17 h 0  |                       | Tennis de table Double MD18                  | Compétition hommes                            | Quart de finale            | -                                                                  | -          |
| 17 h 20 |                       | Taekwondo Moins de 57 kg                     | Compétition femmes                            | Repêchage                  | -                                                                  | -          |
| 17 h 30 |                       | Goalball Tournoi masculin                    | Compétition hommes                            | Phase de Poule Poule B     | Japon vs Ukraine                                                   | -          |
| 17 h 30 |                       | Natation 100 m nage libre S5                 | Compétition hommes                            | Finale                     | Oleksander Komarov · Guo Jincheng · Kirill Pulver                  | -          |
| 17 h 30 |                       | Rugby Tournoi open                           | Compétition mixte (hommes et femmes ensemble) | Tour préliminaire Groupe A | Allemagne vs Canada                                                | -          |
| 17 h 37 |                       | Natation 100 m nage libre S5                 | Compétition femmes                            | Finale                     | Tully Kearney · Iryna Poida · Monica Boggioni                      | -          |
| 17 h 42 |                       | Taekwondo Moins de 70 kg                     | Compétition hommes                            | Repêchage                  | -                                                                  | -          |
| 17 h 45 |                       | Natation 100 m nage libre S4                 | Compétition hommes                            | Finale                     | Ami Omer Dadaon · Takayuki Suzuki · Angel de Jesus Camacho Ramirez | -          |
| 17 h 52 |                       | Natation 200 m 4 nages SM6                   | Compétition hommes                            | Finale                     | Yang Hong · Nelson Crispin Corzo · Talisson Henrique Glock         | -          |

### Soirée
| Heure UTC+02:00 (France)                      |               |
| bleu                                          | Cérémonie     |
| neutre                                        | Épreuve       |
| or                                            | Finale        |
| orange                                        | Petite finale |
| rose                                          | Reporté       |
| gris                                          | Annulé        |
| Compétition masculine                         | Hommes        |
| Compétition féminine                          | Femmes        |
| Compétition mixte (hommes et femmes mélangés) | Mixte         |
| Compétition en couple (1 homme et 1 femme)    | Couple        |
| modifier                                      |               |

| Horaire | Discipline Spécialité | Discipline Spécialité               | Discipline Spécialité                         | Phase                      | Résultats | Références |
| ------- | --------------------- | ----------------------------------- | --------------------------------------------- | -------------------------- | --- | ---------- |
| 18 h 0  |                       | Athlétisme Lancer de massue F32     | Compétition femmes                            | Finale                     | Maroua Brahmi · Parastoo Habibi · Giovanna Boscolo                                                                                   | -          |
| 18 h 0  |                       | Tennis de table Double MD8          | Compétition hommes                            | Demi-finale                | - | -          |
| 18 h 0  |                       | Tennis de table Double MD14         | Compétition hommes                            | Quart de finale            | - | -          |
| 18 h 0  |                       | Volley-ball Tournoi masculin        | Compétition hommes                            | Tour préliminaire Poule B  | Brésil vs Allemagne | -          |
| 18 h 1  |                       | Natation 200 m 4 Nages SM6          | Compétition femmes                            | Finale                     | Maisie Summers-Newton · Elizabeth Marks · Liu Daomin                                                                                 | -          |
| 18 h 4  |                       | Taekwondo Moins de 65 kg            | Compétition femmes                            | Repêchage                  | - | -          |
| 18 h 15 |                       | Basket-ball Tournoi masculin        | Compétition hommes                            | Tour préliminaire Groupe A | France vs Canada | -          |
| 18 h 25 |                       | Boccia Individuel BC2               | Compétition femmes                            | Poules                     | - | -          |
| 18 h 26 |                       | Taekwondo Moins de 63 kg            | Compétition hommes                            | Demi-finale                | - | -          |
| 18 h 31 |                       | Natation 400 m nage libre S11       | Compétition hommes                            | Finale                     | David Kratochvil · Rogier Dorsman · Uchu Tomita                                                                                      | -          |
| 18 h 43 |                       | Natation 400 m nage libre S11       | Compétition femmes                            | Finale                     | Liesette Bruinsma · Zhang Xiaotong · Daria Lukianenko                                                                                | -          |
| 18 h 48 |                       | Taekwondo Moins de 57 kg            | Compétition femmes                            | Demi-finale                | - | -          |
| 19 h 0  |                       | Goalball Tournoi féminin            | Compétition femmes                            | Phase de Poule Poule C     | Chine vs Turquie | -          |
| 19 h 5  |                       | Athlétisme Lancer de poids F55      | Compétition hommes                            | Finale                     | Ruzhdi Ruzhdi · Zafar Zaker · Lech Stoltman                                                                                          | -          |
| 19 h 8  |                       | Athlétisme Saut en longueur T11     | Compétition hommes                            | Finale                     | Di Dongdong · Chen Shichang · Joan Munar Martinez                                                                                    | -          |
| 19 h 9  |                       | Natation 100 m brasse SB9           | Compétition hommes                            | Finale                     | Stefano Raimondi · Hector Denayer · Maurice Wetekam                                                                                  | -          |
| 19 h 10 |                       | Taekwondo Moins de 70 kg            | Compétition hommes                            | Demi-finale                | - | -          |
| 19 h 14 |                       | Athlétisme 400 m T52                | Compétition hommes                            | Finale                     | Maxime Carabin · Tomoki Sato · Tomoya Ito                                                                                            | -          |
| 19 h 16 |                       | Natation 100 m brasse SB9           | Compétition femmes                            | Finale                     | Chantalle Zijderveld · Zhang Meng · Lisa Kruger                                                                                      | -          |
| 19 h 23 |                       | Athlétisme 100 m T37                | Compétition hommes                            | Finale                     | Ricardo Gomes de Mendonça · Saptoyogo Purnomo · Andrei Vdovin                                                                        | -          |
| 19 h 30 |                       | Athlétisme 100 m T47                | Compétition hommes                            | Finale                     | Petrucio Ferreira dos Santos · Korban Best · Aymane El Haddaoui                                                                      | -          |
| 19 h 30 |                       | Rugby Tournoi open                  | Compétition mixte (hommes et femmes ensemble) | Tour préliminaire Groupe B | Australie vs France | -          |
| 19 h 32 |                       | Taekwondo Moins de 65 kg            | Compétition femmes                            | Demi-finale                | - | -          |
| 19 h 35 |                       | Boccia Individuel BC1               | Compétition hommes                            | Poules                     | - | -          |
| 19 h 37 |                       | Athlétisme 400 m T11                | Compétition femmes                            | Demi-finale                | - | -          |
| 19 h 37 |                       | Natation 100 m dos S13              | Compétition hommes                            | Finale                     | Ihar Boki · Vladimir Sotnikov · Alex Portal                                                                                          | -          |
| 19 h 44 |                       | Natation 100 m dos S13              | Compétition femmes                            | Finale                     | Gia Pergolini · Poisin Ni Riain · Carlotta Gilli                                                                                     | -          |
| 19 h 53 |                       | Athlétisme 200 m T37                | Compétition femmes                            | Finale                     | Wen Xiaoyan · Natalia Kobzar · Jiang Fenfen                                                                                          | -          |
| 19 h 54 |                       | Taekwondo Moins de 63 kg            | Compétition hommes                            | Petite finale              | Antonino Bossolo / Ayoub Adouich | -          |
| 20 h 0  |                       | Tennis de table Double WD14         | Compétition femmes                            | Finale                     | Huang Wenjuan - Jin Yuncheng · Stephanie Grebe - Juiliane Wolf · Felicity Pickard - Bly Twomey / Aida Husic Dahlen - Merethe Tveiten | -          |
| 20 h 0  |                       | Volley-ball Tournoi féminin         | Compétition femmes                            | Tour préliminaire Poule A  | France vs Italie | -          |
| 20 h 5  |                       | Natation 100 m brasse SB8           | Compétition hommes                            | Finale                     | Andrei Kalina · Yang Guanglong · Carlos Daniel Serrano Zarate                                                                        | -          |
| 20 h 12 |                       | Athlétisme 400 m T47                | Compétition femmes                            | 1er tour                   | - | -          |
| 20 h 12 |                       | Natation 100 m brasse SB8           | Compétition femmes                            | Finale                     | Anastasiya Dmytriv Dmytriv · Brock Whiston · Viktoriia Ishchiulova                                                                   | -          |
| 20 h 22 |                       | Taekwondo Moins de 57 kg            | Compétition femmes                            | Petite finale              | Palesha Goverdhan / Silvana Mayara Cardoso Fernandes                                                                                 | -          |
| 20 h 34 |                       | Natation Relais 4 x 50 m nage libre | Compétition mixte (hommes et femmes ensemble) | Finale                     | Chine · États-Unis · Brésil | -          |
| 20 h 45 |                       | Boccia Individuel BC2               | Compétition hommes                            | Poules                     | - | -          |
| 20 h 50 |                       | Athlétisme Lancer de poids F37      | Compétition hommes                            | Finale                     | Kudratillkhon Marufkhujaev · Ahmed Ben Moslah · Tolibboy Yuldashev                                                                   | -          |
| 20 h 50 |                       | Taekwondo Moins de 70 kg            | Compétition hommes                            | Petite finale              | Juan Diego Garcia Lopez / Juan Eduardo Samorano                                                                                      | -          |
| 20 h 51 |                       | Athlétisme 5 000 m T54              | Compétition hommes                            | 1er tour                   | - | -          |
| 21 h 0  |                       | Tennis de table Double WD5          | Compétition femmes                            | Finale                     | Liu Xing - Xue Juan · Seo Su-yeon - Yoon Ji-yu · Cátia Oliveira - Joyce Oliveira / Dararat Asayut - Chilchitparyak Bootwansirina     | -          |
| 21 h 18 |                       | Taekwondo Moins de 65 kg            | Compétition femmes                            | Petite finale              | Lisa Kjaer / Christina Gkentzou | -          |
| 21 h 30 |                       | Basket-ball Tournoi féminin         | Compétition femmes                            | Tour préliminaire Groupe A | Chine vs Espagne | -          |
| 21 h 36 |                       | Athlétisme 1 500 m T13              | Compétition femmes                            | 1er tour                   | - | -          |
| 21 h 46 |                       | Taekwondo Moins de 63 kg            | Compétition hommes                            | Finale                     | Mahmut Bozteke · Bolor-Erdene Ganbat                                                                                                 | -          |
| 21 h 55 |                       | Boccia Individuel BC1               | Compétition femmes                            | Poules                     | - | -          |
| 22 h 0  |                       | Taekwondo Moins de 57 kg            | Compétition femmes                            | Finale                     | Li Yujie · Gamze Gürdal | -          |
| 22 h 14 |                       | Taekwondo Moins de 70 kg            | Compétition hommes                            | Finale                     | Imamaddin Khalilov · Fatih Celik | -          |
| 22 h 28 |                       | Taekwondo Moins de 65 kg            | Compétition femmes                            | Finale                     | Ana Carolina Silva de Moura · Djelika Diallo                                                                                         | -          |

## Tableaux des médailles
Note : ce tableau ne compte pas les médailles gagnées par les athlètes paralympiques neutres.
- Pays organisateur (France)

| Rang  | Nation           | Or | Argent | Bronze | Total |
| ----- | ---------------- | -- | ------ | ------ | ----- |
| 1     | Chine            | 8  | 8      | 4      | 20    |
| 2     | Grande-Bretagne  | 4  | 2      | 4      | 10    |
| 3     | Brésil           | 4  | 0      | 6      | 10    |
| 4     | Colombie         | 2  | 1      | 1      | 4     |
| 4     | Ouzbékistan      | 2  | 1      | 1      | 4     |
| 4     | Pays-Bas         | 2  | 1      | 1      | 4     |
| 7     | Australie        | 2  | 1      | 0      | 3     |
| 7     | Tunisie          | 2  | 1      | 0      | 3     |
| 9     | France           | 1  | 3      | 1      | 5     |
| 10    | États-Unis       | 1  | 3      | 0      | 4     |
| 10    | Ukraine          | 1  | 3      | 0      | 4     |
| 11    | Corée du Sud     | 1  | 2      | 1      | 4     |
| 12    | Turquie          | 1  | 2      | 0      | 3     |
| 13    | Inde             | 1  | 1      | 2      | 0     |
| 14    | Belgique         | 1  | 1      | 0      | 2     |
| 15    | Italie           | 1  | 0      | 2      | 3     |
| 16    | Bulgarie         | 1  | 0      | 0      | 1     |
| 16    | Azerbaïdjan      | 1  | 0      | 0      | 1     |
| 16    | Israël           | 1  | 0      | 0      | 1     |
| 16    | Slovénie         | 1  | 0      | 0      | 1     |
| 16    | Tchéquie         | 1  | 0      | 0      | 1     |
| 21    | Japon            | 0  | 3      | 2      | 5     |
| 22    | Iran             | 0  | 2      | 0      | 2     |
| 23    | Allemagne        | 0  | 1      | 1      | 2     |
| 24    | Indonésie        | 0  | 1      | 0      | 1     |
| 24    | Irlande          | 0  | 1      | 0      | 1     |
| 24    | Mongolie         | 0  | 1      | 0      | 1     |
| 24    | Nouvelle-Zélande | 0  | 1      | 0      | 1     |
| 28    | Espagne          | 0  | 0      | 4      | 4     |
| 29    | Mexique          | 0  | 0      | 3      | 3     |
| 30    | Argentine        | 0  | 0      | 2      | 2     |
| 30    | Canada           | 0  | 0      | 2      | 2     |
| 30    | Maroc            | 0  | 0      | 2      | 2     |
| 33    | Danemark         | 0  | 0      | 1      | 1     |
| 33    | Grèce            | 0  | 0      | 1      | 1     |
| 33    | Mexique          | 0  | 0      | 1      | 1     |
| 33    | Norvège          | 0  | 0      | 1      | 1     |
| 33    | Népal            | 0  | 0      | 1      | 1     |
| 33    | Pologne          | 0  | 0      | 1      | 1     |
| 33    | Thaïlande        | 0  | 0      | 1      | 1     |
| Total | Total            | 42 | 42     | 47     | 131   |

| Rang  | Nation          | Or | Argent | Bronze | Total |
| ----- | --------------- | -- | ------ | ------ | ----- |
| 1     | Chine           | 12 | 9      | 4      | 25    |
| 2     | Grande-Bretagne | 6  | 6      | 3      | 15    |
| 3     | Brésil          | 5  | 1      | 7      | 13    |
| 4     | Pays-Bas        | 4  | 1      | 1      | 6     |
| 5     | Italie          | 3  | 2      | 8      | 13    |
| Total | Total           | 64 | 64     | 72     | 208   |